# 平柳将人
平柳 将人（ひらやなぎ まさと、1974年5月3日 - ）は、日本の資格取得専門予備校講師、経営者。

## 経歴
慶應義塾大学法学部法律学科卒業、中央大学大学院法務研究科修了。国家資格であるマンション管理士・管理業務主任者をはじめ、数多くの不動産系資格で受験指導や企業研修を行う。
宅地建物取引士、行政書士、マンション管理士、不動産鑑定士、土地家屋調査士等の講師レベルを競うLEC講師コンクールでは、出場した3回全ての回で「最優秀講師賞（第1位）」を獲得した。
また、法務大臣認証裁判外紛争解決機関である一般社団法人日本不動産仲裁機構のADRセンター長として、不動産トラブルに関するADR（裁判外紛争解決手続）の調停実務も行っている。

## 役職
- 株式会社M&Kイノベイティブ・エデュケーション 代表取締役
- 一般社団法人日本不動産仲裁機構 専務理事兼ADRセンター長

## 著書
- 『らくらくわかる！マンション管理士 速習テキスト』TAC出版 2015-2019
- 『出るとこまるおさえ！賃貸不動産経営管理士の合格テキスト』日本能率協会マネジメントセンター 2019
- 『最速合格! 賃貸不動産経営管理士試験 テキスト&重要過去問 2019年度』実務教育出版 2018-2019
- 『2019年版 ギガ速合格 宅建士 テキスト&厳選過去問』ユーキャンの資格試験シリーズ 2019
- 『どこでも学ぶ 管理業務主任者 基本テキスト 2019年度版』日建学院／建築資料研究社 2019
- 『管理業務主任者 どこでも過去問 2019年度版』日建学院／建築資料研究社 2019
- 『マンション管理士・管理業務主任者試験 最速ダブル合格法』中央経済社 2015